# ثنائي بنزازيبين
ثنائي البنزازيبين (بالإنجليزية: Dibenzazepine)‏ هو مركب كيميائي يتكون من حلقتي بنزين ترتبطان بمجموعة أزيبين.
يستخدم ثنائي البنزازيبين كمادة وسطية في اصطناع الكثير من المسكنات ومضادات الذهان.
الكثير من الأدوية التي تنتمي لمجموعة مضادات الاكتئاب ثلاثية الحلقات تحتوي على بمجموعة ثنائي بنزازيبين مشبعة في تركيبها الكيميائي مثل كلوميبرامين وديسيبرامين ودوكسيبين وإيميبرامين وإيميبرامينوكسيد ولوفيبرامين وميتابرامين وأوبيبرامول وكينوبرامين وتريمبرامين.